# 日暮雅通
日暮 雅通（ひぐらし まさみち、1954年 - ）は、日本の翻訳家。翻訳学校ユニカレッジ講師。筆名に「日暮まさみち」。日本推理作家協会会員、日本SF作家クラブ会員、日本文藝家協会会員。日本シャーロック・ホームズ・クラブ会員。

## 人物
千葉県千葉市出身。小学生の頃からホームズ物語のとりこになる。青山学院大学理工学部物理学科卒業。同大学の推理小説研究会に所属。
在学中にミステリーの翻訳をはじめ、著作権代理店、出版社など十年間の会社勤務の後に翻訳家として独立。
ミステリー、SF、コンピュータ書など、幅広い分野の訳書がある。
2023年、『シャーロック・ホームズ・バイブル 永遠の名探偵をめぐる170年の物語』で第76回日本推理作家協会賞評論・研究部門を受賞。

## 著書
- 『シャーロッキアン翻訳家 最初の挨拶』（原書房）2013年
- 『シャーロック・ホームズ・バイブル 永遠の名探偵をめぐる170年の物語』（早川書房）2022年

## 翻訳
- 『レンズマン 3 銀河パトロール隊』（E=E=スミス、講談社、青い鳥文庫） 1984年9月
- 『超精神回路』（ルイザ・E・ライン、国書刊行会、超科学シリーズ） 1986年11月
- 『トータル・リコール』（ピアズ・アンソニー、文春文庫） 1990年
- 『マリオネットの葬送行進曲』（フランク・デフェリータ、文春文庫） 1991年11月
- 『ワレンバーグ ナチスの大虐殺から10万人のユダヤ人を救った、スウェーデンの外交官』（M・ニコルソン, D・ウィナー、偕成社、伝記世界を変えた人々） 1991年6月
- 『ゴーストと旅すれば』（ジム・ダッジ、福武書店） 1991年
- 『黄泉からの旅人』（レイ・ブラッドベリ、福武書店） 1994年
- 『ガリレオ・ガリレイ 地動説をとなえ、宗教裁判で迫害されながらも、真理を追究しつづけた偉大な科学者』（マイケル・ホワイト、偕成社、伝記世界を変えた人々） 1994年
- 『アインシュタイン 相対性理論により、わたしたちの世界観を一変させ、平和運動にも貢献した天才物理学者』（フィオナ・マクドナルド、偕成社、伝記世界を変えた人々） 1994年
- 『ペーパー・マネー』（ケン・フォレット、新潮文庫） 1994年
- 『ホテル・カリフォルニア』（アラン・ラッセル、集英社文庫） 1995年
- 『陰謀』（スティーヴン・キャネル、徳間書店） 1996年
- 『国際連合』（マイケル・ポラード、偕成社、世界を救う国際組織） 1996年
- 『モジリアーニ・スキャンダル』（ケン・フォレット、新潮文庫） 1997年
- 『原爆の軌跡 過去と未来への旅』（ポール・サフォー、小学館文庫） 1998年
- 『スノウ・クラッシュ』（ニール・スティーブンスン、アスキー） 1998年、のちハヤカワ文庫
- 『UFO誘拐事件の真相 MITからの報告』（C・D・B・ブライアン、中央公論新社） 1999年
- 『殺人チャットルーム』（スティーヴン・キャネル、徳間文庫） 1999年
- 『僧正殺人事件』（S・S・ヴァン・ダイン、集英社文庫） 1999年、のち創元推理文庫
- 『クライヴ・バーカーのホラー大全』（クライヴ・バーカー、スティーヴン・ジョーンズ編著、東洋書林） 2001年
- 『ダイヤモンド・エイジ』（ニール・スティーヴンスン、早川書房） 2001年、のち文庫
- 『素顔のスペシャル・フォース』（トム・クランシー、東洋書林） 2002年
- 『サヴォイでお茶を』（アントン・エイデルマン、パーソナルメディア） 2002年
- 『サヴォイ・カクテルブック』（ピーター・ドレーリ、サヴォイ・ホテル編著、パーソナルメディア） 2002年
- 『ザ・サヴォイ・クックブック』（アントン・エイデルマン、安達眞弓共訳、パーソナルメディア） 2004年
- 『イルムア年代記』（デイヴィッド・L・ストーン、ソニー・マガジンズ） 2004
- 『懲りない挑戦者』（エリザベス・ウェイル、ポプラ社） 2004年
- 『世界を変えるマシンをつくれ! 「セグウェイ」をつくった天才発明家とエンジニアたち』（スティーブ・ケンパー、インフォバーン） 2004年
- 『黄泉からの旅人』（レイ・ブラッドベリ、文藝春秋） 2005年
- 『キリストの槍 歴史上の人物の運命を変えた槍の秘密』（アレク・マクレラン、不空社） 2005年
- 『血と肉を分けた者』（ジョン・ハーヴェイ、講談社文庫） 2006年
- 『「私を忘れないで」とムスリムの友は言った シルクロードをめぐる戦争と友情の10年』（クリストファー・クレマー、東洋書林） 2006年
- 「ゴールデン・エイジ」1 - 3（ジョン・C・ライト、ハヤカワ文庫）
『ゴールデン・エイジ1 幻覚のラビリンス』 2006年
『ゴールデン・エイジ2 フェニックスの飛翔』 2007年
『ゴールデン・エイジ3 マスカレードの終焉』 2007年
- 『太陽の殺意』（M・K・プレストン、ヴィレッジブックス） 2006年
- 『陽炎の匂い』（M・K・プレストン、ヴィレッジブックス） 2007年
- 『図説 「最悪」の仕事の歴史』（トニー・ロビンソン、デイヴィッド・ウィルコック、林啓恵共訳、原書房） 2007年
- 『千の嘘』（ローラ・ウィルソン、創元推理文庫） 2008年
- 『天文学の歴史』（ヘザー・クーパー、ナイジェル・ヘンベスト、東洋書林） 2008年
- 『数の宇宙 ゼロ(0)から無限大(∞)まで』（ピーター・J・ベントリー、悠書館） 2009年
- 『アポロ11号 月面着陸から現代へ』（ピアーズ・ビゾニー、河出書房新社） 2009年
- 『ペルディード・ストリート・ステーション』（チャイナ・ミエヴィル、早川書房） 2009年、のち文庫
- 『大ピラミッドの秘密 エジプト史上最大の建造物はどのように建築されたか』（ボブ・ブライアー、ジャン＝ピエール・ウーダン、ソフトバンククリエイティブ） 2009年
- 『図説 中世ヨーロッパ武器・防具・戦術百科』（マーティン・J・ドアティ、監訳、原書房） 2010年
- 『大統領オバマは、こうしてつくられた』（ジョン・ハイルマン、マーク・ハルペリン、朝日新聞出版） 2010年
- 『スパイの歴史』（テリー・クラウディ、東洋書林） 2010年
- 『ベストリーダーの極意』（ブライアン・トレーシー、朝日新聞出版） 2011年
- 『共感CLICK! うまくいかない「あの人」とうまくやる13の方法』（リック・カーシュナー、朝日新聞出版） 2011
- 『未解決事件 (コールド・ケース) 死者の声を甦らせる者たち』（マイケル・カプーゾ、柏書房） 2011
- 『サイエンス大図鑑』（アダム・ハート=デイヴィス総監修、監訳、藤原多伽夫、山田和子共訳、河出書房新社） 2011
- 『最初の刑事 ウィッチャー警部とロード・ヒル・ハウス殺人事件』（ケイト・サマースケイル、早川書房） 2011
- 『図説 図書館の歴史』（スチュアート・A・P・マレー、監訳、原書房） 2011
- 『テクノロジーとイノベーション 進化 / 生成の理論』（W・ブライアン・アーサー、有賀裕二監修、みすず書房） 2011
- 『都市と都市』（チャイナ・ミエヴィル、ハヤカワ文庫） 2011
- 『時間の図鑑』（アダム・ハート=デイヴィス、監訳、悠書館） 2012
- 『月へ アポロ11号のはるかなる旅』（ブライアン・フロッカ作・絵、偕成社） 2012
- 『ビジネスはロックだ! 伝説のMTVトップが明かすグローバル経営の成功法則』（ビル・ローディ、府川由美恵共訳、朝日新聞出版） 2012
- 『キャプテン・クック 世紀の大航海者』（フランク・マクリン、東洋書林） 2013
- 『ベンスン殺人事件』（S・S・ヴァン・ダイン、創元推理文庫） 2013

### シャーロック・ホームズ / コナン・ドイル関係

#### 正典
- 「シャーロック・ホームズ全集 詳註版」（アーサー・コナン・ドイル、W・S・ベアリング=グールド解説と注、小池滋監訳・部分訳、東京図書） 1982年、のちちくま文庫
- 『名探偵ホームズ1 赤毛組合』（コナン=ドイル、講談社KK文庫） 1990年
- 『名探偵ホームズ2 まだらのひも』（コナン=ドイル、講談社KK文庫） 1991年
- 『名探偵ホームズ3 銀星号事件』（コナン=ドイル、講談社KK文庫） 1991年
- 『シャーロック・ホームズの冒険』（コナン・ドイル、光文社文庫） 2006年
- 『シャーロック・ホームズの回想』（コナン・ドイル、光文社文庫） 2006年
- 『緋色の研究』（コナン・ドイル、光文社文庫） 2006年、のち講談社青い鳥文庫
- 『シャーロック・ホームズの生還』（コナン・ドイル、光文社文庫） 2006年
- 『四つの署名』（コナン・ドイル、光文社文庫） 2007年 のち講談社青い鳥文庫
- 『シャーロック・ホームズ最後の挨拶』（コナン・ドイル、光文社文庫 2007年
- 『バスカヴィル家の犬』（コナン・ドイル、光文社文庫） 2007年
- 『シャーロック・ホームズの事件簿』（コナン・ドイル、光文社文庫） 2007年
- 『恐怖の谷』（コナン・ドイル、光文社文庫） 2008年 のち講談社青い鳥文庫

#### パスティーシュなど
- 『シャーロック・ホームズ事典』（ジャック・トレイシー、各務三郎監訳、大村美根子、風見潤共訳、パシフィカ） 1980年）、すずさわ書店 2000年
- 『ロンドンの超能力男 シャーロック・ホームズ・ミステリー』（ダニエル・スタシャワー、扶桑社） 1989年
- 『シャーロック・ホームズ対ドラキュラ あるいは血まみれ伯爵の冒険』（ジョン・H・ワトスン、河出文庫） 1992年
- 『シャーロック・ホームズの謎 モリアーティ教授と空白の三年間』（マイケル・ハードウィック、北原尚彦共訳、原書房） 1995年、改題新版『シャーロック・ホームズ わが人生と犯罪』 2009年
- 『ホワイトチャペルの恐怖 シャーロック・ホームズ最大の事件』（エドワード・B・ハナ、扶桑社） 1996年
- 『シャーロック・ホームズ 四人目の賢者』（ジョン・L・レレンバーグ他編、原書房、クリスマスの依頼人2） 1999年
- 『シャーロック・ホームズ ミステリ・ハンドブック』（ディック・ライリー、パム・マカリスター、監訳、原書房） 2000年
- 『シャーロック・ホームズ大百科事典』（ジャック・トレイシー、河出書房新社） 2002年
- 『シャーロック・ホームズ ベイカー街の殺人』（エドワード・D・ホック、原書房） 2002年
- 『シャーロック・ホームズ ワトソンの災厄』（アン・ペリー、原書房） 2003年
- 『シャーロック・ホームズ 東洋の冒険』（テッド・リカーディ、光文社文庫） 2004年
- 『シャーロック・ホームズの失われた事件簿』（ケン・グリーンウォルド、原書房） 2004年
- 『シャーロック・ホームズ対切り裂きジャック』（マイクル・ディブディン、河出文庫） 2004年
- 『患者の眼 シャーロック・ホームズ誕生秘史 1』（デイヴィッド・ピリー、文春文庫） 2005年
- 『シャーロック・ホームズの息子』（フリーマントル、新潮文庫） 2005年
- 『シャーロック・ホームズのSF大冒険』（M.レズニック、M・H・グリーンバーグ編、監訳、河出文庫） 2006年
- 『ホームズ二世のロシア秘録』（フリーマントル、新潮文庫） 2006年
- 『シャーロック・ホームズ ベイカー街の幽霊』（ジョン・L・ブリーン、原書房） 2006年
- 『荒野のホームズ』（スティーヴ・ホッケンスミス、早川書房、ハヤカワ・ミステリ） 2008年
- 『荒野のホームズ、西へ行く』（スティーヴ・ホッケンスミス、早川書房） 2009年
- 『シャーロック・ホームズの科学捜査を読む ヴィクトリア時代の法科学百科』（E・J・ワグナー、河出書房新社） 2009年
- 『シャーロック・ホームズの大冒険』（マイク・アシュレイ編、原書房） 2009年
- 『おやすみなさい、ホームズさん アイリーン・アドラーの冒険』（キャロル・ネルソン・ダグラス、創元推理文庫） 2011年
- 『エドワード・D・ホックのシャーロック・ホームズ・ストーリーズ』（共訳、原書房） 2012年
- 『シャーロック・ホームズ アメリカの冒険』（ローレン・D・エスルマン他、原書房） 2012年

#### コナン・ドイル関係
- 『コナン・ドイル伝』（ダニエル・スタシャワー、東洋書林） 2010年
- 『コナン・ドイル書簡集』（ダニエル・スタシャワー、ジョン・レレンバーグ、チャールズ・フォーリー編、東洋書林） 2012年

### コンピュータ書
- 『スティーブ・ジョブズ パーソナル・コンピュータを創った男』（ジェフリー・S・ヤング、JICC出版局） 1989年
- 『パソコンビジネスの巨星たち 米国パソコン界を創ったキーマンに聞く成功の戦略』（ティム・スキャネル、ソフトバンク） 1991年
- 『シリコンバレーの夢』（ポール・L・サッフォ、ジャストシステム） 1992年
- 『コンピュータ・ウイルスの恐怖 情報システムを破壊し、ますます凶悪化するハッカーたち』（ブライアン・クラフ、ポール・マンゴー、久志本克己共訳、早川書房） 1994年
- 『ルーディ・ラッカーの人工生命研究室 on Windows』（ルーディ・ラッカー、山田和子共訳、アスキー） 1996年
- 『HAL伝説 2001年コンピュータの夢と現実』（デイヴィッド・G・ストーク編著、監訳、早川書房） 1997年
- 『サイバースペース24時 ワールドドキュメンタリー』（リック・スモーラン、ジェニファー・アーウィット、エムディエヌコーポレーション） 1997年
- 『ブレイク・ウイルスが来た!!』（ダグラス・ラシュコフ、下野隆生共訳、ジャストシステム） 1997年
- 『世界を動かす巨人たち シリコンバレーの16人の起業家』（ラーマ・D・ジェイガー、ラファエル・オーティズ、トッパン） 1998年
- 『接続された心 インターネット時代のアイデンティティ』（シェリー・タークル、早川書房） 1998年
- 『エニアック 世界最初のコンピュータ開発秘話』（スコット・マッカートニー、パーソナルメディア） 2001年
- 『新・思考のための道具 知性を拡張するためのテクノロジー - その歴史と未来』（ハワード・ラインゴールド、パーソナルメディア） 2006年

## 参考
- 『名探偵ホームズ 緋色の研究』（講談社、青い鳥文庫） 訳者紹介
- 日外アソシエーツ人物情報